# شهدخوار سبز نواری
شهدخوار سبز نواری (نام علمی: Anthreptes rubritorques) نام یک گونه از تیره شهدخواران است.